# Retorta (laboratorium)

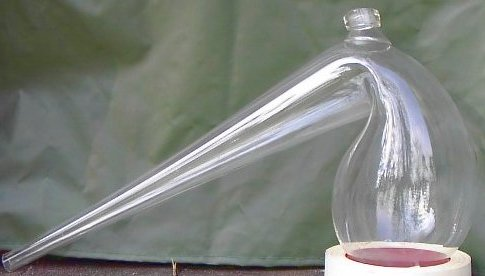
Retorta

Retorta – okrągłe naczynie szklane z długą szyjką pełniącą funkcję chłodnicy, używane niegdyś w laboratoriach do destylacji. Wykonanie ze szkła i brak połączeń zapewnia dużą odporność chemiczną i umożliwia destylację cieczy żrących. Obecnie zamiast retort używa się szlifowych zestawów do destylacji.
Dawniej używane również przez alchemików, wynalezienie retorty przypisuje się Dżabirowi Ibn Hajjanowi. Obecnie znana głównie z grafik, jako symbol zawodu chemika.